# Петрусёва, Наталья Анатольевна
Наталья Анатольевна Петрусёва (девичья Перфильева, по второму мужу Комарова) (род. 2 сентября 1955 года, РСФСР, СССР) — советская конькобежка, чемпионка зимних Олимпийских игр 1980 года, 3-кратная чемпионка и 4-кратная призёр чемпионатов мира, 2-кратная чемпионка и призёр чемпионата Европы, 10-кратная рекордсменка мира, 3-кратная чемпионка СССР в многоборье, 2-кратная по спринтерскому многоборью, 8ми-кратная на отдельных дистанциях. заслуженный мастер спорта СССР (1980). Выступала за "Буревестник" Москва.

## Биография
Наталья Анатольевна родилась в подмосковном городке Павловом-Посаде в семье строителя Петра Лукича и ткачихи Клавдии Ефимовны. С детства полюбила спорт, но в школе не была сильной и проигрывала на катке своим сверстницам. Серьёзно начала заниматься скоростным бегом на коньках в 14 лет под руководством её первого тренера Юрия Матвеевича Михайлова, а после тренировалась у Елены Петровны Степаненко. 
В 1971 году перворазрядница Перфирьева поступила в институт, где познакомилась с преподавателем Анатолием Петрусёвым. В 1974 году участвовала на юниорском чемпионате СССР и получила звание мастера спорта, а через год она выиграла юниорское первенство страны. Попав в юниорскую национальную сборную, Наталья отправилась на свой первый чемпионат мира среди юниоров. В том же 1975-м дебютировала на чемпионате СССР среди взрослых.
В 1975 году Наталья Перфильева вышла замуж и стала выступать под фамилией Петрусёва. Елена Степаненко предложила её мужу Анатолию стать тренером Натальи, так как сама, по состоянию здоровья, собиралась оставить тренерскую работу. В 1976 году Наталья стала 4-й в абсолютном зачёте на чемпионате мира среди юниоров. После рождения сына в 1976 году она почти 2 года не участвовала в соревнованиях.
В спорт Петрусёва вернулась через два года и уже в 1978 году стала чемпионкой зимней Спартакиады народов СССР. В 1979 году на чемпионате СССР заняла 3-е место в классическом многоборье, после чего попала в основной состав сборной и отправилась на свой первый чемпионат мира в классическом многоборье, где сразу же завоевала серебряную медаль. В марте также выиграла серебро и на чемпионате СССР в спринтерском многоборье.
В 1980 году стала абсолютной чемпионкой на чемпионате мира в классическом многоборье и в феврале на своих первых зимних Олимпийских играх в Лейк-Плэсиде завоевала золотую медаль в забеге на 1000 м и бронзовую на 500 м. В забегах на 1500 м и 3000 м заняла 8-е места. В том же году выиграла чемпионаты СССР в классическом и спринтерском многоборьях, после чего до 1982 года удерживала первенство страны в абсолютном зачёте.
В 1981 году в январе выиграла многоборье на чемпионате Европы в Херенвене, в феврале чемпионат мира в классическом многоборье и  стала третьей на чемпионате мира в спринтерском многоборье. Через год вновь была первой на чемпионате Европы и на чемпионате мира в спринтерском многоборье, а вот на чемпионате мира в классическом многоборье заняла третье место, уступив прогрессирующим восточным немкам Карин Энке и Андреа Шёне.
В 1983 году выиграла бронзу на чемпионате Европы и серебро на спринтерском чемпионате мира в Хельсинки. В 1984 году она заняла 4-е место на чемпионате мира в классическом многоборье, опять пропустив вперёд трёх немок (как выяснилось позже сборная ГДР сидела вся на допинге). На зимних Олимпийских играх в Сараево взяла две бронзовые награды в забегах на 1000 и 1500 м. В марте заняла 9-е место на спринтерском чемпионате мира и 2-е на чемпионате СССР. После неудачного выступления в январе 1985 года на чемпионате Европы завершила карьеру спортсменки.

## Тренерская карьера
После окончания спортивной карьеры в 1985 году работала тренером, в частности, работала со сборной России на Олимпийских играх 2002 года в Солт-Лейк-Сити.

## Награды и звания
- Орден Дружбы народов (09.04.1980)[6]
- Медаль «За трудовое отличие»

## Личная жизнь и семья
В 1975 году вышла замуж за Анатолия Ивановича Петрусёва, конькобежца, мастера спорта СССР. В 1976 году у них родился сын Алексей, а в 1977 году она окончила Государственный центральный ордена Ленина институт физической культуры. В 1983 году развелась. В 1986 году окончила Московский государственный университет, получив диплом факультета журналистики. Вышла замуж за Владимира Комарова, бывшего тренера и конькобежца. Он умер 23 июля 2018 года. Именем Натальи Петрусёвой названа ледовая арена в Павловском Посаде, открытая в 2015 году.